# Shérazad Reix
Shérazad Reix (3 april 1989) is een tennisspeelster uit Frankrijk.
Zij begon op zevenjarige leeftijd met tennis. Haar favoriete ondergrond is hardcourt. Zij speelt linkshandig en heeft een enkelhandige backhand.

## Loopbaan

### Enkelspel
Reix debuteerde in 2005 op het ITF-toernooi van Le Havre (Frankrijk). Zij stond in 2008 voor het eerst in een finale, op datzelfde ITF-toernooi van Le Havre – zij verloor van landgenote Samantha Schöffel. In 2013 veroverde Reix haar eerste titel, op het ITF-toernooi van Algiers (Algerije), door de Indiase Shweta Rana te verslaan. Tot op hedenjanuari 2016 won zij zes ITF-titels, de meest recente in 2015 in Les Contamines (Frankrijk).

### Dubbelspel
Reix is in het dubbelspel minder actief dan in het enkelspel. Zij debuteerde in 2005 op het ITF-toernooi van Le Havre (Frankrijk), samen met landgenote Gracia Radovanovic. Zij stond in 2006 voor het eerst in een finale, op het ITF-toernooi van Limoges (Frankrijk), samen met landgenote Chloé Gambey – zij verloren van het duo Kika Hogendoorn en Anaïs Laurendon. In 2007 veroverde Reix haar eerste titel, op het ITF-toernooi van Grenoble (Frankrijk), samen met landgenote Julie Coin, door het duo Stéphanie Rizzi en Karolina Kosińska te verslaan. Tot op hedenjanuari 2016 won zij zeven ITF-titels, de meest recente in 2015 in Les Contamines (Frankrijk).
In 2015 kreeg zij een wildcard voor het vrouwendubbelspel op Roland Garros, samen met Clothilde De Bernardi. Hiermee speelde zij haar eerste grandslamtoernooi.

## Posities op deWTA-ranglijst
Positie per einde seizoen:
| jaartal | ranking enkelspel | ranking dubbelspel |
| ------- | ----------------- | ------------------ |
| 2006    | 1158              | –                  |
| 2007    | 622               | 672                |
| 2008    | 544               | 534                |
| 2009    | 860               | 685                |
| 2012    | 506               | 807                |
| 2013    | 427               | 613                |
| 2014    | 418               | 1107               |
| 2015    | 253               | 361                |

## Prestatietabel grandslamtoernooien
| Legenda | Legenda                          |
| ------- | -------------------------------- |
| g.t.    | geen toernooi gehouden           |
| l.c.    | lagere categorie                 |
| –       | niet deelgenomen                 |
| G       | uitgeschakeld in de groepsfase   |
| 1R      | uitgeschakeld in de eerste ronde |
| 2R      | uitgeschakeld in de tweede ronde |
| 3R      | uitgeschakeld in de derde ronde  |
| 4R      | uitgeschakeld in de vierde ronde |
| KF      | uitgeschakeld in de kwartfinale  |
| HF      | uitgeschakeld in de halve finale |
| F       | de finale verloren               |
| W       | het toernooi gewonnen            |
| w-v     | winst/verlies-balans             |

### Vrouwendubbelspel
| Toernooi        | 2015 |
| --------------- | ---- |
| Australian Open | –    |
| Roland Garros   | 1R   |
| Wimbledon       | –    |
| US Open         | –    |